# یواس‌ان‌اس میشن سولدد (تی-ای‌او-۱۳۶)
یواس‌ان‌اس میشن سولدد (تی-ای‌او-۱۳۶) (به انگلیسی: USNS Mission Soledad (T-AO-136)) یک کشتی بود که طول آن 524 ft (160 m) بود. این کشتی در سال ۱۹۴۳ ساخته شد.